# هاتون اکروید
هاتون اکروید (انگلیسی: Haughton Ackroyd؛ ۲۴ ژوئن ۱۸۹۴ – ۱۴ فوریهٔ ۱۹۷۹) یک بازیکن فوتبال، و دروازه‌بان (فوتبال) بود. 